# Jonna Tilgner
Jonna Valesca Tilgner (* 18. November 1984 in Hannover) ist eine deutsche Leichtathletin, die sowohl im 400-Meter-Lauf als auch im 400-Meter-Hürdenlauf startet.

## Leben
Sie begann ihre Sportkarriere als Zehnjährige beim MTV Friesen Bakede. Im Jahre 2001 wurde sie Deutsche B-Jugendmeisterin, 2002 und 2003 jeweils Deutsche Meisterschafts-Zweite in der A-Jugend. 2006 wurde sie Deutsche Juniorenmeisterin über 400 Meter Hürden.
Im Erwachsenenbereich wurde sie 2007 über 400 Meter Hürden Dritte bei den Deutschen Meisterschaften. Bei der Universiade im selben Jahr gewann sie Bronze. 2008 wurde sie Deutsche Meisterin und stellte dabei mit 55,73 s eine persönliche Bestzeit und deutsche Jahresbestzeit auf. Die Einzelnorm für die Olympischen Spiele in Peking von 55,35 s verfehlte Tilgner damit jedoch. Zuvor hatte sie allerdings in Regensburg mit 51,90 s über 400 Meter einen weiteren persönlichen Rekord aufgestellt. Als Jahresschnellste in dieser Disziplin wurde sie in die deutsche 4-mal-400-Meter-Staffel berufen, die bei den Olympischen Spielen in Peking startete. Nach der Qualifikation für das Finale gelangte die Staffel dort allerdings nicht über den achten Platz hinaus. Beim Leichtathletik-Europacup in diesem Jahr wurde sie Dritte.
2009 konnte Tilgner ihren nationalen Titel über 400 Meter Hürden in Ulm in 55,71 s verteidigen, verfehlte zwar erneut die Norm, wurde aber trotzdem als Einzelstarterin ins Weltmeisterschafts-Team berufen. Ihren Platz in der 4-mal-400-Meter-Staffel verlor sie allerdings im Verlauf der Saison nach schwachen Einzelzeiten. In Berlin blieb sie zwar im Vorlauf mit 56,73 s deutlich unter ihren Möglichkeiten, erreichte aber dennoch ihr Ziel und zog in die nächste Runde ein, zeigte dort aber mit 57,11 s eine noch schlechtere Leistung und schied aus. Bei der Universiade im selben Jahr gewann sie Silber.
2010 wurde Tilgner zum dritten Mal in Folge Zweite bei den Deutschen Hallenmeisterschaften. Im Freien kam sie in diesem Jahr auf den dritten Platz.
Seit Sommer 2008 ist Tilgner verheiratet und lebt jetzt in Linköping (Schweden). Am 12. April 2011 kam ihr Sohn zur Welt. Im November 2011 begann sie wieder mit dem Hochleistungstraining, konnte sich aber nicht für die Olympischen Spiele 2012 in London qualifizieren.
Jonna Tilgner hat bei einer Körpergröße von 1,69 m ein Wettkampfgewicht von 54 kg. Sie startete für die LG Weserbergland, den 1. LAV Rostock und das Bremer Leichtathletik-Team des TuS Komet Arsten in Bremen. 2006 und 2007 wurde sie zur Bremer Sportlerin des Jahres gewählt. Sie schloss 2011 erfolgreich ihr Psychologiestudium ab.

## Persönliche Bestzeiten
- 100 Meter: 12,03 s (Bremen, 2008)
- 200 Meter: 24,16 s (Bremen, 2008)
- 400 Meter: 51,90 s (Regensburg, 2008), deutsche Jahresschnellste
- 400 Meter Hürden: 55,71 s (Ulm, 2009), deutsche Jahresschnellste